# Thomas Müller (militare)
Thomas Müller (Monaco di Baviera, 2 febbraio 1902 – 1945) è stato un militare tedesco delle Waffen-SS che ha comandato la Waffen-SS Unterführerschule di Radolfzell am Bodensee, la 9. SS-Panzer-Division "Hohenstaufen", la 17. SS-Panzergrenadier-Division "Götz von Berlichingen" e la 27. SS-Freiwilligen-Grenadier-Division "Langemarck" durante la seconda guerra mondiale combattendo sia sul fronte orientale che sul fronte occidentale e finendo la guerra sul fronte dell'Oder.

## Biografia
Müller  è nato a Monaco di Baviera il 2 febbraio del 1902, ha servito nei freikorps nel 1920 e tra il febbraio 1941 e il febbraio 1943 è stato comandante e istruttore tattico alla Waffen-SS Unterführerschule di Radolfzell am Bodensee, dopo questa esperienza ha comandato un reggimento della 9. SS-Panzer-Division "Hohenstaufen" (20 febbraio 1943-29 giugno 1944) e ha assunto il comando della stessa SS-Panzer-Division "Hohenstaufen" dal 30 giugno al 10 luglio 1944.
In seguito a questa esperienza di comando fu successivamente nominato comandante di una nuova divisione, la 17. SS-Panzergrenadier-Division "Götz von Berlichingen", passando poi a quello della 27. SS-Freiwilligen-Grenadier-Division "Langemarck" che condusse durante l'offensiva delle Ardenne, arrendendosi alla fine della guerra agli alleati nei pressi della città di Schwerin.